# マクリン・マッカーティ
マクリン・マッカーティ（Maclyn McCarty, 1911年6月9日 – 2005年1月2日）は、アメリカの遺伝学者。

## 来歴
1933年にスタンフォード大学を卒業し、そこで生化学を専攻し、1937年にジョンズ・ホプキンズ大学でMDを取得した。
医師・科学者として細菌の研究に専念し、オズワルド・アベリーとColin Munro MacLeodとともに行ったアベリー-マクロード-マッカーティの実験により、タンパク質ではなくDNAが遺伝子の化学的実態を構成しているという記念碑的な発見が最もよく知られている。

## 受賞歴
- 1981年 ロベルト・コッホ賞コッホ・ゴールドメダル
- 1988年 ジェシー・スティーヴンソン・コヴァレンコ・メダル
- 1989年 ジョージ・M・コーバー・メダル
- 1990年 ウルフ賞医学部門
- 1994年 ラスカー・コシュランド医学特別業績賞